# Dylan Walsh
Dylan Walsh, född 17 november 1963 i Los Angeles, är en amerikansk skådespelare.

## Filmografi (urval)
- 1987-1989 - Kate and Allie (TV-serie)
- 1989 – Loverboy
- 1990 – Betsy's Wedding
- 1990-1991 - I lagens skugga (TV-serie)
- 1994 – Nobody's Fool
- 1995 – Congo
- 1997 – Divided by Hate
- 1997-1998 - Brooklyn South (TV-serie)
- 1999 – Chapter Zero
- 2001 – Jet Boy
- 2002 – We Were Soldiers
- 2002 – Blodspår
- 2003-2010 - Nip/Tuck (TV-serie)
- 2009 – The Stepfather

## Fotnoter
1. ↑  Gemeinsame Normdatei, läst: 27 april 2014.[källa från Wikidata]